# Musculus obturatorius externus
De musculus obturatorius externus of buitenste sluitbandspier is een korte spier in de heupen die van het schaambeen naar het dijbeen aan de buitenzijde van het bekken loopt. De musculus obturatorius externus zorgt voor exorotatie van het bovenbeen, bijvoorbeeld wanneer iemand zijn voet op zijn andere knie legt.

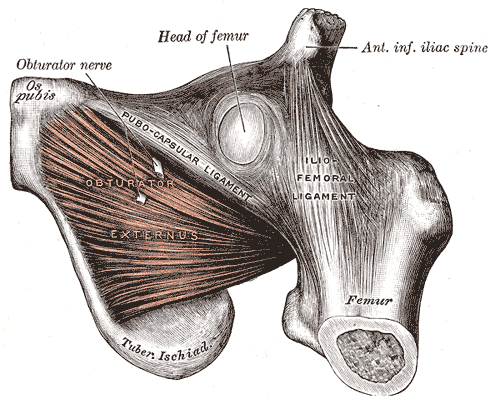
linker vooraanzicht van de musculus obturatorius externus van een mens